# Bhaga (rivière)
La Bhaga est une rivière indienne d'une longueur de 80 km qui coule dans l'État de l'Himachal Pradesh. Elle constitue le Chenab en confluant avec le Chandra.

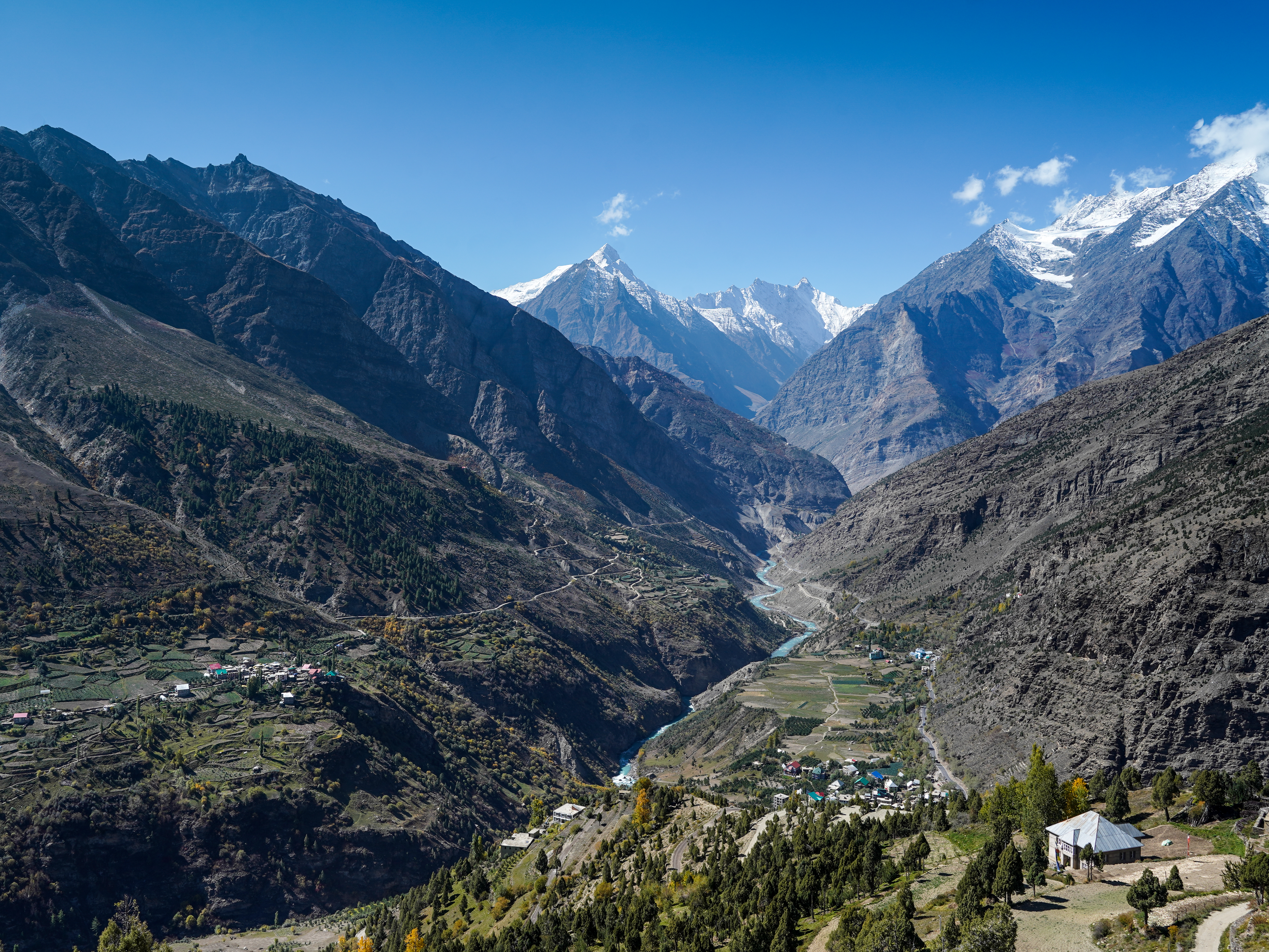
La vallée de la Bhaga, traversant le massif du Dhaula Dhar, dans la partie occidentale de l'Himalaya (État indien du Himachal Pradesh.